# Руђинешти (Њамц)
Руђинешти (рум. Ruginești) насеље је у Румунији у округу Њамц у општини Хангу. Oпштина се налази на надморској висини од 643 m.

## Становништво
Према подацима из 2002. године у насељу је живело 380 становника, од којих су сви румунске националности.